# سس روسی
سس روسی یک سس سالاد آمریکایی تند است که از سس مایونز، سس کچاپ و سایر مواد تشکیل شده‌است.
لباس روسی شبیه سس هزار جزیره است. برخی از نسخه‌های تولید شده سس مایونز را حذف می‌کنند و به جای خامه ای شفاف هستند و بیشتر شبیه فرانسوی یا کاتالینا هستند.

## تاریخچه
سس روسی در اوایل سال ۱۹۰۰ در منابع آمریکایی ذکر شده‌است. همچنین در یک کتاب پذیرایی ۱۹۱۰ به عنوان جایگزینی برای وینگرت برای سس گوجه فرنگی یا مارچوبه ثبت شده‌است. یک کتاب آشپزی ۱۹۱۳ دستور پختی دارد که یک وینگرت با پاپریکا و خردل است. یک دستور پخت مبتنی بر سس مایونز در سال ۱۹۱۴ مستند شده‌است. این چاشنی «روسی» نامیده شد زیرا دستور اولیه شامل خاویار بود که یکی از اصلی‌ترین غذاهای روسی است.
مورخان محلی ادعا می‌کنند که نسخه مبتنی بر مایونز در نشوا، نیوهمپشایر توسط جیمز ای. کولبرن در دهه ۱۹۱۰ اختراع شد. یک مقاله بیوگرافی در سال ۱۹۲۷ او را «مخب و اولین تولید کننده آن چاشنی لذیذ معروف به سس سالاد روسی» می‌نامد. کولبرن حداقل از سال 1910 سس سالاد مایونز کولبرن" را در فروشگاه خود می‌فروخت.
اعطای یکباره به ذائقه اپیکوریایی تعداد زیادی از مردم یک غذای لذیذ به همان اندازه که محبوبیت دائمی دارد، به معنای بیهوده زندگی کردن نیست. بلکه این است که بر لذت زندگی افزوده‌است. … کولبرن به مجموعه ای از مواد اولیه برخورد کرد، که او آن را سس سالاد روسی نامید، … و ثروتی به دست آورد که بر اساس آن او قادر به بازنشستگی شد. … همان‌طور که او بر روی موفقیت‌های خود تکیه می‌کند، آگاه است که نقش خود را در اعطای برکت به افرادی که هنر خوب غذا خوردن را آموخته‌اند به خوبی انجام داده‌است.Hobart Pillsbury, New Hampshire Resources … 
مطمئناً تا سال ۱۹۱۴، شرکت Colburn آن را تولید می‌کرد، و آن را به خرده فروشان و هتل‌ها توزیع می‌کرد. او به اندازه ای از فروش آن درآمد کسب کرد که در سال ۱۹۲۴ بازنشسته شد.

## آماده‌سازی
معمولاً تند است، اما امروزه مشخصاً از ترکیبی از سس مایونز و سس کچاپ همراه با مواد اضافی مانند ترب کوهی، پیمنتو، پیازچه، خردل و ادویه جات ساخته می‌شود.

## استفاده‌ها
سس روسی علاوه بر اینکه به عنوان سس سالاد استفاده می‌شود، به عنوان پخشینه برای ساندویچ‌های روبن نیز استفاده می‌شود.

## سس‌های مرتبط
سس روسی تا حد زیادی با سس هزار جزیره جایگزین شده‌است که شیرین تر و تندتر از روسی است.
ترکیبات دیگر سس مایونز و سس کچاپ، اما بدون مواد تند، به عنوان سس سرخ کردنی یا نام‌های دیگر شناخته می‌شوند و معمولاً با سیب زمینی سرخ کرده یا توستون سرو می‌شوند.
سس تارتار دارای مواد تند سس روسی است، بدون کچاپ. معمولاً با ماهی سرخ شده سرو می‌شود.
سس ماری رز شبیه سس روسی است، اما با مواد تند متفاوت. معمولاً با غذاهای دریایی سرو می‌شود.
گونه ای که به عنوان پانسمان قرمز روسی شناخته می‌شود، بسیار شبیه پانسمان کاتالینا یا فرانسوی است.
در آلمان، سس سالاد مشابه «سس آمریکایی» نامیده می‌شود.